# Tosufloxacina
La  tosufloxacina  (nella fase sperimentale conosciuta con la sigla T-3262 e A-60969) è una molecola che appartiene alla classe dei chinoloni di terza generazione, strutturalmente molto simile alla temafloxacina. Il com posto viene usualmente utilizzato nel trattamento delle infezioni delle vie urinarie, respiratorie, e nelle enteriti acute. Il farmaco è venduto in Giappone dalla società farmaceutica Taisho Toyama Pharmaceutical Company con il nome commerciale di Ozex, nella forma farmaceutica di compresse contenenti 150 mg di principio attivo.

## Farmacodinamica
La molecola si caratterizza per un ampio spettro di azione, sovrapponibile a quello di altri chinoloni e comprendente un'ampia gamma di batteri Gram–positivi e Gram negativi. La tosufloxacina agisce inibendo in modo selettivo sia la DNA–girasi (nota anche come topoisomerasi II) che la topoisomerasi IV.
Questi due enzimi permettono alla cellula batterica di espletare i processi di duplicazione, trascrizione e riparazione dell'acido deossiribonucleico (DNA).
La topoisomerasi IV separa le catene di DNA che deve essere replicato (cioè duplicato), prima dell'inizio della divisione cellulare batterica. Se l'enzima viene bloccato il DNA non può essere separato, e ciò interrompe il processo di replicazione delle molecole dell'acido deossiribonucleico, il batterio quindi non può più dividersi né replicarsi.
La DNA girasi determina invece il superavvolgimento del DNA: quest'ultimo processo è cruciale per permettere alla molecola di rientrare nelle cellule di nuova formazione. In assenza del superavvolgimento si determina l'accumulo, all'interno della cellula batterica, di DNA in forma despiralizzata. È evidente come il concorrere di entrambi i meccanismi enzimatici porti quindi alla morte del batterio.
Il farmaco è risultato attivo nei confronti di diversi germi ed in particolare, fra questi, Staphylococcus aureus, Streptococcus pneumoniae, Chlamydia psittaci, Chlamydia trachomatis, Escherichia coli, Salmonella enteritidis Pseudomonas aeruginosa.

## Farmacocinetica
A seguito di somministrazione per via orale di 150 mg del composto la concentrazione plasmatica massima (Cmax) viene raggiunta entro 4 ore dall'assunzione. Il composto è ben assorbito dal tratto gastroenterico e la biodisponibilità è quasi completa (superiore al 90% della dose assunta). Diversi studi eseguiti sui fluorchinoloni hanno evidenziato che la biodisponibilità di questi farmaci viene ad essere ridotta dalla contemporanea somministrazione di antiacidi contenenti alluminio, forse per il verificarsi di una interazione con alcuni ioni metallici, la quale conduce alla formazione di composti chelanti, in grado di penetrare meno facilmente le membrane. Per tale motivo anche la contemporanea assunzione di idrossido di alluminio e tosufloxacina non è raccomandata. Il composto ha un'emivita plasmatica di poco superiore alle 3 ore.
L'eliminazione dall'organismo avviene prevalentemente attraverso l'emuntorio renale e in forma immodificata.

## Usi clinici
La tosufloxacina viene utilizzata nel trattamento di diverse infezioni, in particolare da batteri gram negativi. Trova indicazione nella terapia delle enteriti acute, compresa la febbre tifoide, delle infezioni complicate e non complicate delle vie urinarie (cistiti, uretriti, prostatiti), 
del tratto genitale 
ed in caso di colecistiti.
Il composto si caratterizza per una buona penetrazione anche nell'osso, nelle articolazioni e nei tessuti periarticolari, perciò trova indicazione anche nel trattamento di diversi disturbi ortopedici e in particolare delle osteomieliti e delle artriti acute.

## Dosi terapeutiche
Nei soggetti adulti il dosaggio usuale è pari a 300–450 mg al giorno, suddivisi in 2 o 3 dosi. Il dosaggio necessita di essere individualizzato in base alla malattia da trattare, i sintomi e le condizioni cliniche del paziente. In alcuni casi particolari è possibile incrementare la dose fino a 600 mg al giorno.
Per i pazienti adulti affetti da febbre tifoide o paratifoide è opportuna l'assunzione di 150 mg di antibiotico, da ripetersi ogni 6 ore, per un periodo di trattamento di 14 giorni.